# Überpunktierung
Überpunktierung ist ein Begriff aus der Aufführungspraxis der Musik, der die Wiedergabe eines Notentextes durch einen Musiker definiert.
Eine punktierte Note wird überpunktiert, wenn sie so ausgeführt wird, dass ihr Zeitmaß über die angegebene Dauer nach Ermessen des Interpreten verlängert und dafür die Zeit für die nachfolgende Note entsprechend verkürzt wird. Für den Notentext   wird z. B.  gespielt. Die Verschiebung der Zeitgewichte kann aber auch stärker oder schwächer erfolgen und muss nicht in der gängigen Musiknotation darstellbar sein. Man spricht auch von Überpunktierung, wenn ein Notentext  wiedergegeben wird, als ob z. B.  notiert wäre. 
Während die Wiedergabe eines Notentextes   als  häufig vorkommt, bei swingender Spielweise gar gefordert wird, hat sich der naheliegende analoge Begriff „Unterpunktierung“ hierfür nicht durchgesetzt.

## Überpunktierung in unserer Musiktradition
Die Überpunktierung einzelner Noten als eine spezielle Form des Rubato ist mindestens seit dem 18. Jahrhundert nachweisbar. Sie ist auch heute ein oft verwendetes Gestaltungsmittel.
In der Barockmusik wurde in den als „Französische Ouverture“ bezeichneten Musikstücken alle punktierten Noten überpunktiert. So heißt es in Johann Georg Sulzers Allgemeiner Theorie der schönen Künste von 1771: 
„Die Hauptnoten sind meistentheils punktirt, und im Vortrag werden die Punkte über ihre Geltung ausgehalten. Nach diesen Hauptnoten folgen mehr oder weniger kleinere, die in der äußersten Geschwindigkeit [...] müssen gespielt werden.“
Es ist unter Musikwissenschaftlern umstritten, ob und wieweit sich diese Praxis auch auf andere Stücke erstreckte.
Es ist deshalb so schwierig, festzustellen, wie damals gespielt wurde, weil die Notenschrift sich erst langsam entwickelte. Die Verwendung der doppelten Punktierung ist uns erstmals von Johann Joachim Quantz bekannt.
Vorher galt wohl allgemein, dass „man die Zeit der kurzen Note nach dem Puncte eigentlich nicht recht genau bestimmen kann“.